# Kosmos 283
O Kosmos 283 (em russo: Космос 283) também denominado DS-P1-Yu Nº 21, foi um satélite artificial soviético lançado ao espaço com sucesso no dia 27 de maio de 1969 através de um foguete Kosmos-2I a partir do Cosmódromo de Plesetsk.

## Características
O Kosmos 283 foi o vigésimo primeiro membro da série de satélites DS-P1-Yu e o vigésimo lançado com sucesso após o fracasso do lançamento do segundo membro da série. Sua missão era auxiliar sistemas antissatélites e antimíssil soviéticos.
O Kosmos 283 foi injetado em uma órbita inicial de 1539 km de apogeu e 210 km de perigeu, com uma inclinação orbital de 82 graus e um período de 102,0 minutos. Reentrou na atmosfera terrestre em 10 de dezembro de 1969.